# Rocanlover
Rocanlover es el segundo álbum de estudio de la banda de rock alternativo Zoé, lanzado  el 19 de noviembre de 2003 por Sony Music. Fue producido por el inglés Phil Vinall que hoy en día es principal colaborador de la banda. El álbum tiene el sello de Sony Music México. 
Fue grabado en El Submarino del Aire y en los estudios de Sony Music por Eduardo del Águila y mezclado en Sony Studio por Phil Vinall, con excepción de «Mars 200» y «Polar» mezcladas por Eduardo del Águila. «Mars 200» fue producida por Jesús Báez y Ángel Mosqueda, y «Love» con producción original de Luis Gerardo Garza "Chetes" en Monterrey NL Vaquero Studios.
El álbum significó el último trabajo discográfico del baterista Alberto Cabrera Luna, pues tiempo después abandonaría la banda, antes de la grabación del EP The Room.

## Lista de canciones
Todas las canciones escritas por León Larregui.

| Rocanlover |                      |          |  |
| N.º        | Título               | Duración |  |
| 1.         | «Peace & Love»       | 3:44     |  |
| 2.         | «Love»               | 3:25     |  |
| 3.         | «Solo»               | 3:15     |  |
| 4.         | «Tú»                 | 3:03     |  |
| 5.         | «Fotosíntesis»       | 3:05     |  |
| 6.         | «Veneno»             | 4:27     |  |
| 7.         | «Frío»               | 4:38     |  |
| 8.         | «Polar»              | 5:55     |  |
| 9.         | «Rocanroler»         | 3:22     |  |
| 10.        | «Whatever»           | 4:47     |  |
| 11.        | «Mars 200»           | 5:06     |  |
| 12.        | «Soñé» (Bonus Track) | 3:18     |  |

## Sencillos
- «Peace And Love»
- «Soñé»
- «Love»
- «Veneno»

## Integrantes
- León Larregui: Guitarra, voz.
- Sergio Acosta: Guitarras.
- Ángel Mosqueda: Bajo eléctrico, guitarras, segunda voz.
- Jesús Báez: Sintes, rhodes, pianos, hammond, programación, coros.
- Alberto Cabrera: Batería, percusiones, programación adicional.

## Invitados
- Andrés Sánchez: Bajo en "Mars 200".
- Eder, Bizarro y Pedrinho: Distintas percusiones en "Mars 200".
- Chetes: Guitarras, vocoder, órgano Hammond, melotron, teremin, coros en "Love".
- Carmen Sierra: Coros uh, uhs en "Love".